# Newport Jazz Festival
O Newport Jazz Festival (Festival de Jazz de Newport), é um festival de música jazz, que tem lugar em Newport, Rhode Island, nos EUA, em Agosto de cada ano. Foi criado em 1954 pelo empresário de jazz George Wein, e apoiado financeiramente por Elaine Lorillard.
Em 1972, o festival teve lugar em Nova Iorque, alternando com Newport a partir de 1982. Desde 1986 o festival passou a ser designado por JVC Jazz Festival.
O evento tinha lugar na propriedade de Louis e Elaine Lorillard, situado na Bellevue Avenue, actualmente chamada de Belcourt Castle e propriedade da família Tinney.
Os primeiros festivais eram transmitidos pela rádio Voice Of America (Voz da América), e alguns dos concertos eram gravados, e posteriormente comercializados por diversas editoras discográficas.

## Gravações e interpretações de destaque
Dois dos mais famosos concertos do festival foram protagonizados por Miles Davis, em 1955, com o seu solo no tema Round Midnight, e pela orquestra de Duke Ellington, em 1956, na música Diminuendo and Crescendo in Blue. Destaque-se, ainda, as interpretações de John Coltrane e Pee Wee Russell.
A primeira artista gospel a se apresentar no Festival foi Mahalia Jackson, com sua primeira aparição em 1957, e retornou em 1958. Mahalia cantou ao lado de Louis Armstrong em 1970. Mahalia alcançou grande notoriedade cantando no Festival e sua biografa cita o Festival com grande emoção.
Em 1999, foi editada uma nova versão do álbum Ellington at Newport, com o concerto de Duke Ellington, em 1956. Para além da música "Diminuendo and Crescendo in Blue", que incluía um solo de saxofone de Paul Gonsalves, o álbum original continha cópia de versões das principais músicas tocadas ao vivo, gravadas em estúdio sem o consentimento de Elligton. O novo álbum, por outro lado, era composto pelas versões originais do concerto ao vivo, gravadas pela Voice of América. Incluíam, entre outras curiosidades, a estranha performance de Paul Gonsalves que se enganou no microfone: em vez de escolher o da banda, dirigiu-se para o da Voice of América; este incidente causaria algum desconforto entre o público que se manifestou negativamente.
Jazz on a Summer's Day é um dos filmes do festival em 1958. As interpretações de Ella Fitzgerald, Billie Holiday e Carmen McRae, seriam também lançadas, no álbum do mesmo ano Ella Fitzgerald and Billie Holiday at Newport.
Em 1960, o álbum At Newport 1960, é considerado como documentando a melhor interpretação de Muddy Waters.
Nesse mesmo ano, violentos confrontos entre fãs e a Guarda Nacional, levariam ao quase encerramento do festival. No seguimento do anúncio do fim do festival, por Muddy Waters, o poeta Langston Hughes, escreveu uma poesia, Goodbye Newport Blues (Adeus Blues de Newport), que entregou à banda de Waters para estes o interpretarem. Otis Spann, pianista da banda, cantaría o poema.
Embora com alguns incidentes, o festival de 1960 seria levado até ao fim, entre 30 de Junho e 3 de Julho, com concertos de Cannonball Adderley e Dave Brubeck, entre outros. Estes interpretariam a música Pennies from Heaven sob uma forte chuvada.
Em 1971, devido a violentos confrontos, o festival deixou de ser apresentado em Newport, até ao ano de 1981.
O festival de 1973, apresentado em Carnegie Hall, foi gravado no álbum  Newport Jazz Festival: Live at Carnegie Hall.
Em 1959, foi lançado o filme Jazz on Summer's Day, vídeos gravados de todos os cantores do Festival de 1958, lançou no Festival de Cinema de Veneza. Em 2020 foi lançado uma versão remasterizada do filme, que foi apresentado primeiramente no Japão.